# Attenella soquele
Attenella soquele är en dagsländeart som först beskrevs av Francis Day 1954.  Attenella soquele ingår i släktet Attenella och familjen mossdagsländor. Inga underarter finns listade i Catalogue of Life.